# Conte limousin
 (mai 2019).

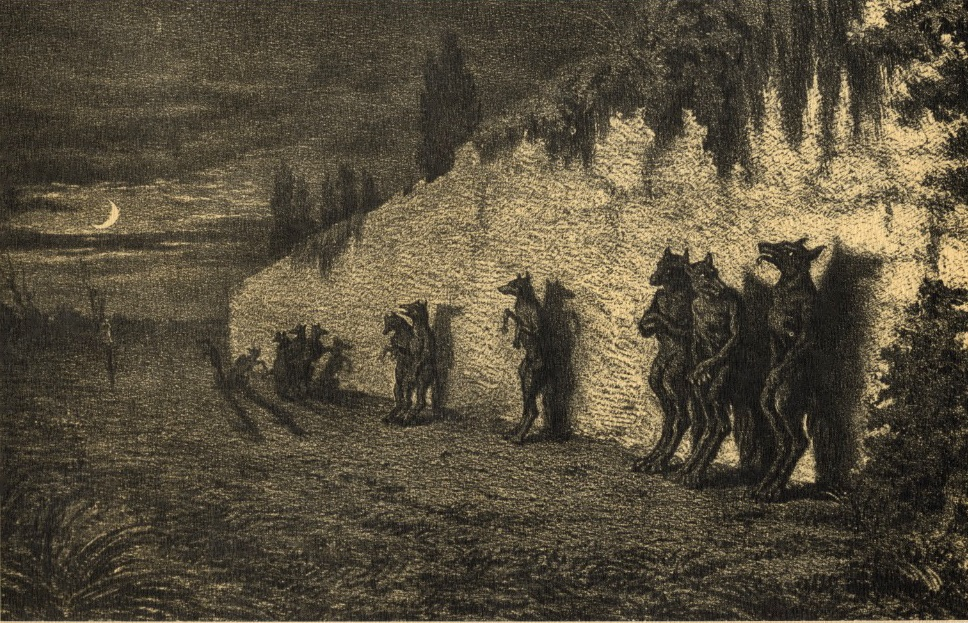
Illustration de Maurice Sand, pour Légendes rustiques de George Sand, qui a œuvré pour la connaissance des contes du Bas-Berry, région voisine de la Marche limousine (Paris, Bibliothèque des Arts décoratifs).

Le conte limousin est une catégorie littéraire qui englobe les écrits, produits sous les diverses formes que peut prendre le genre littéraire du conte, qui illustrent tel ou tel aspect du Limousin (épisodes merveilleux, faits historiques ; activités économiques ; vie quotidienne, etc.) ; et, en même temps, le conte limousin est rattaché au conte français, et il est donc un ensemble d'œuvres appartenant à la littérature française.

## Éléments pour une histoire du conte limousin

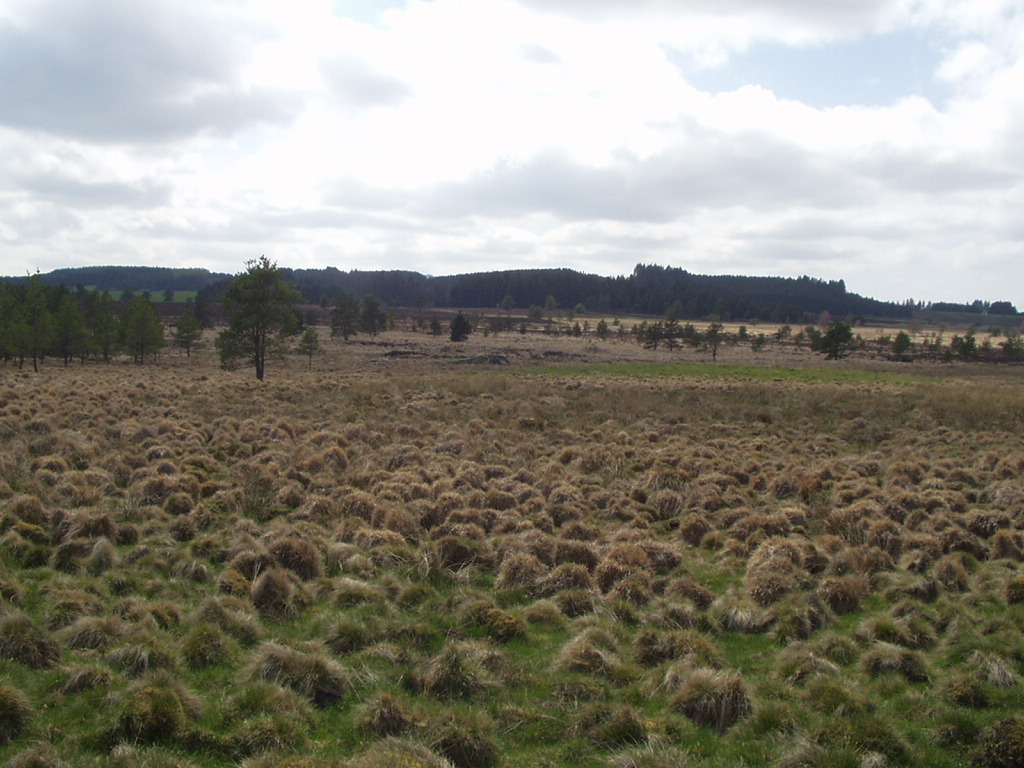
La tourbière du Longéroux, site naturel emblématique du Limousin, dans le parc naturel régional de Millevaches en Limousin, un lieu qui évoque certains contes limousins.

### L'oral / l'écrit; le limousin / le français
Le domaine littéraire du conte limousin recouvre des récits produits à l’oral comme des récits inventés sous forme écrite, des contes restitués en langue limousine comme des contes donnés en français, des contes populaires comme des contes savants.
Ce qui est exprimé dans les récits appartenant au domaine du conte, auquel appartient le conte limousin, a été mis en lumière par Bruno Bettelheim, dans son ouvrage Psychanalyse des contes de fées (ouvrage initialement publié en 1976) :

« Ils [les contes de fées] sont uniques, non seulement en tant que forme de littérature, mais comme œuvres d’art qui sont plus que toutes les autres comprises par l’enfant. (…)
En tant qu’œuvres d’art, les contes de fées présentent de nombreux aspects qui vaudraient d’être explorés en dehors de leur signification et de leur portée psychologiques qui font l’objet de ce livre. Notre héritage culturel, par exemple, trouve son expression dans les contes de fées et il est transmis à l’esprit des enfants par son intermédiaire. »

L'unicité qui existe dans les divers textes appartenant au domaine du conte, auquel appartient le conte limousin, a été éclairée à travers les leçons de Vladimir Propp, énoncées dans son livre Morphologie du conte (ouvrage initialement publié en 1928) :

« Quelles sont les conclusions que ce schéma permet de tirer ? D’abord, il confirme notre thèse générale sur l’uniformité absolue de la structure des contes merveilleux. Les variations de détail isolées ou les exceptions ne brisent pas la constance de cette loi.
Apparemment, cette première conclusion générale ne s’accorde pas du tout avec nos idées sur la richesse et la diversité des contes merveilleux. »

### Les collecteurs de contes
Le collecteur de contes effectue ce travail indispensable qui permet de garder trace de récits qui ne sont connus que dans la mémoire de personnes du Limousin qui connaissent tel ou tel récit merveilleux qui n'a pas été, jusque-là, transcris dans une forme écrite et publiable.
On peut citer, parmi les écrivains qui ont collecté des contes limousins (les collecteurs ont souvent recueilli la version d'un conte, qui est un récit déjà connu, une version qui est propre à la personne qui est sollicitée par la collectrice / le collecteur), deux auteurs qui ont joué un rôle important pour la connaissance du conte limousin.
- Marcelle Delpastre, née en 1925, près de Chamberet, en Corrèze, décédée en 1998, se met, dans les années 1960, à collecter et à réécrire des contes traditionnels limousins ; ces contes sont publiés en langue limousine, avec une traduction française ; le premier de ces recueils est publié en 1970 sous le titre « Contes populaires du Limousin. »[4]
- Claude Seignolle, né en 1917, à Périgueux', a commencé par collecter le patrimoine légendaire des régions françaises ; les résultats de ses collectes ont été publiés dans plusieurs volumes ; en 1997, une réédition de ces contes a vu le jour sous le titre Contes, récits et légendes des pays de France, avec l'un des volumes de cette publication, le tome 2, qui est consacré au conte limousin (ainsi qu'au contes des régions suivantes : Paris, Île-de-France, Val de Loire, Berry, Sologne). »[5]

La collecte des récits auprès des conteurs et des conteuses est faite aussi, naturellement, par des personnes qui n’ont pas pour but, dans leur travail, de produire des textes, soit ré-écrits à partir de telle ou telle version d’un conte, soit inventés autour de tel ou tel motif de conte limousin.
Ces personnes, qui sont des spécialistes dans divers domaines, ceux du folklore, de l’ethnologie, de la littérature populaire, de la langue limousine, ont, en fait, un autre objectif, qui est de proposer des recueils rassemblant des versions de contes, transcrites fidèlement (et non pas ré-écrites), à, partir de l’écoute de conteurs et de conteuses.
- Geneviève Massignon propose ainsi, dans son ouvrage De bouche à oreilles : le conte populaire français, 9 récits qui ont été recueillis en Charente limousine[6].
- Une autre anthologie de contes a été constituée par deux collecteurs, Jacques Chauvin et Jean-Pierre Baldit, tous les deux professeurs, linguistes, spécialistes de la langue d’oc ; ces textes ont été publiés sous le titre de Contes populaires du Limousin : la Haute-Marche, Lemouzi, no 118, Tulle, 1991 ; on trouve dans ce recueil de contes 10 contes facétieux d’animaux, 18 récits de diableries, 8 contes merveilleux ; quatre de ces contes viennent de l’ouvrage de Darchy, Les Contes de la Marche[7].

En matière de recueils de contes qui sont des anthologies de récits collectés auprès des conteurs et des conteuses par des collecteurs ou des collectrices, spécialistes de la culture populaire, il faut, bien sûr, citer ici le très important ouvrage de Paul Delarue et Marie-Louise Ténèze, Le Conte populaire français, publié en 4 tomes, entre 1957 et 1985, et réédités par Maisonneuve et Larose, en 2002. Cette grande et précieuse compilation de contes présente le texte intégral de plus de 200 récits, dont quelques-uns appartiennent au domaine du conte limousin.

### Le conte limousin: petit historique
Le savoir le plus reconnu dans le domaine du conte a donc été rassemblé par Paul Delarue qui a décrit le Conte français dans le passé dans la préface du tome premier de l’ouvrage dont il a été l’initiateur, et qui a été poursuivi par Marie-Louise Ténèze, Le Conte populaire français.

Concernant les siècles qui précèdent le XVIIe siècle, Jean Rouquette, traitant de la littérature d'oc pour toutes les régions concernées par cette littérature, a célébré le conte : 

« C'est à ce moment (aux XIVe et XVe siècles) qu'on commence à suivre la création populaire de contes, de noëls, de poésie folklorique, de prières plus ou moins magiques (Lo Verbe à Dieu), et de chansons qui forment le capital de la littérature orales du Pays d'Oc. […]
Il se constitua à cette époque (ou même antérieurement), la plus merveilleuse des proses, celle du conte populaire, la plus riche d'expression, la plus sensible au rythme du sentiment, au sens profond du mythe. Cette littérature est orale, et on la trouve à cent états différents ; un conte avance dans le temps et dans l'espace, chargé des tours nouveaux, des trouvailles, des développements, voire des interprétations de chaque génération de conteurs. »

Pour la période qui est celle de la fin du XVIIe siècle, et celle du XVIIIe siècle, Paul Delarue évoque trois courants, pour ainsi dire.
- Il y a le courant, qui débute vers 1685, qui voit naître les « recueils de Charles Perrault, et de Marie-Catherine d'Aulnoy, inégalement nourris de tradition orale[9]. »
- Il y a ensuite le courant de la littérature de colportage, qui commence vers 1720, et Paul Delarue relève « l’influence de l’imprimé sur le courant traditionnel[9]. »
- Il y a également un courant, qui se manifeste par moments, à partir de 1750 environ, à travers telle ou telle publication (on pense, par exemple, aux récits de Jeanne-Marie Leprince de Beaumont), et il s’agit d’une littérature « dont les auteurs ne puisaient qu’exceptionnellement dans le répertoire populaire[9]. »

Un domaine voisin de celui du conte est celui de la fable ; dans ce domaine de la fable figure le recueil de Jean-Baptiste Foucaud, Quelques fables choisies de La Fontaine, mises en vers patois limousin, publié en 1809 ; ce recueil se place dans l’héritage des courants du XVIIIe siècle, et il est, en quelque sorte, le « grand ancêtre » dans la catégorie littéraire qui est celle du conte limousin. Une vingtaine d’années plus tôt, un autre auteur limousin, François Richard composait des textes qui se rapprochent de ceux de Jean-Baptiste Foucaud, des poésies, et aussi des récits en forme de fables ou de contes.
Les récits de Jean-Baptiste Foucaud sont donc publiés à Limoges en 1809, et on constate que, dans les soixante années qui suivent cette publication, soit pendant deux générations, pour ainsi dire, le conte limousin est un genre ignoré des milieux littéraires et scientifiques, et cela est également vrai pour les contes de toutes les régions de France : « Vers 1860, La France ne possède encore aucun recueil de contes populaires qui aient été recueillis avec un minimum de garanties scientifiques. »

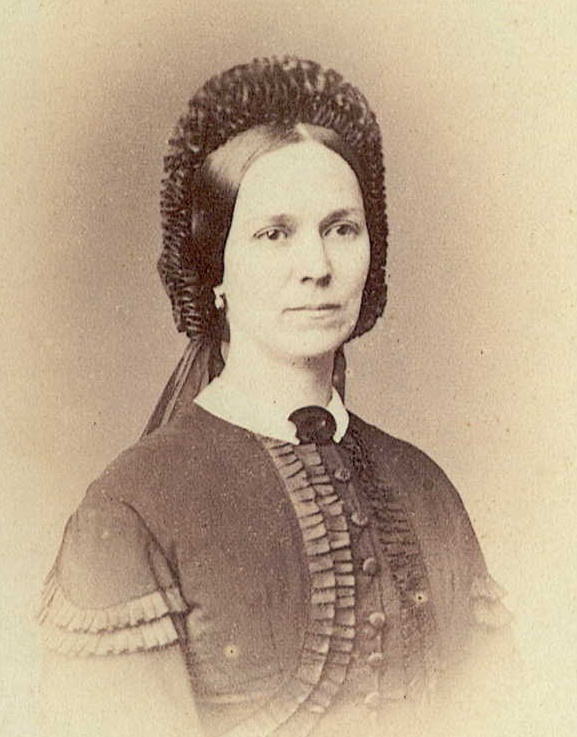
André Léo est, avec Légendes corréziennes, recueil de contes publié en 1870, une pionnière dans la mise en lumière du conte limousin.

À l’inverse, les deux générations qui suivent, des années 1860 jusqu’à la fin de la première guerre mondiale, sont riches, pour le conte limousin, en publications, ou bien de recueils de contes « récrits » par des écrivains (comme André Léo, Jean Grange, ou Jérôme Tharaud et Jean Tharaud), ou bien de compilations de récits recueillis par des collecteurs (comme Pierre-Paul Dachy, Denis Roche, ou Georges-Michel Coissac).
Dans la génération suivante, celle qui suit la première guerre mondiale, ce qui est vrai pour le conte français, en général, est également vrai pour le conte limousin : « Entre les deux guerres mondiales, l’étude et les recherches sur le conte sont à peu près suspendues en France. »
Dans les deux générations les plus proches de nous, qui sont celles qui mènent de la fin de la seconde guerre mondiale jusqu’à nos jours (en 2012), nous assistons, pour le conte français, comme pour le conte limousin, à la publication de recueils, assez nombreux, qui présentent, soit « des contes sophistiqués, arrangés par des écrivains », soit « des contes authentiques tels qu’ils sont sortis de la bouche du peuple » ; on comprend que cette collecte de contes se fait moins prolifique, au fur et à mesure que le temps passe ; il reste que tout le travail de collecte qui a été fait après 1945 nous a laissé de précieux recueils de contes, comme ceux de Paule Lavergne, ou ceux de Marcelle Delpastre, ou encore ceux de Claude Seignolle.

Pour le XXe siècle, Charles Camproux, traitant de la littérature d'oc dans toute son étendue géographique, a rendu hommage au genre littéraire du conte : 

« Le conte, la nouvelle et le roman ont une importance non négligeable. La quantité n'en est pas très grande, sauf en ce qui concerne le conte, comme il est naturel pour une littérature écrite dans une langue essentiellement populaire. Il est inutile de signaler ici la multitudes des conteurs depuis Mistral. Il n'est aucune des nombreuses revues locales, félibréennes ou non, aucun des journaux, surtout hebdomadaires qui n'ait accordé leur place aux conteurs populaires. La réunion de tous ces contes en volumes constituerait à elle seule une bibliothèque. Beaucoup, d'ailleurs, sont demeurés anonymes. Cependant, ils sont, pour la plupart, écrits en une prose pleine de qualités littéraires bien que, ou plutôt parce que toujours très près du style même du peuple, de celui de ces conteurs dont les trouvailles quotidiennes resteront toujours inconnues pour n'avoir eu qu'une existence purement orale. »

## Des auteurs et des recueils de contes

### Les auteurs d'une «bibliothèque idéale»
Parmi les auteurs de cette « bibliothèque idéale » du conte limousin, le nombre d’écrivains féminins est assez important, représentant environ un tiers du total ; les auteurs qui ont présenté, dans les recueils qu’ils ont publiés, des récits en langue limousine est important également, avec environ un tiers des ouvrages qui contiennent des textes en langue limousine ; les auteurs liés au mouvement du félibrige sont présents dans cette liste, comme Marcellin Caze, Pierre Verlhac et Henri Monjauze, Eusèbe Bombal, Marguerite Priolo, et on peut relever le rôle joué par le Félibrige limousin (mouvement visant à la sauvegarde, l’illustration et la promotion de la langue limousine et de la culture spécifique du Limousin) dans la collecte des contes.
- François Richard, né en 1733
- Jean-Baptiste Foucaud, né en 1747
- Jean-François Bonnafoux, né en 1801
- Paul Ratier, né en 1809
- Marcellin Caze, né en 1811
- Élie Berthet, né en 1815
- André Léo (nom de plume de Victoire Léodile Champseix), née en 1824
- Pierre-Paul Darchy, né en 1825
- Jean Grange, né en 1827
- Eusèbe Bombal, né en 1827
- Alfred Assolant, né en 1827
- Lingamiau (nom de plume d'Edouard Cholet), né en 1833
- Louis Guibert, né en 1840
- Louis Duval, né en 1840
- Gaston Vuillier, né en 1845
- Jeanne France (nom de plume de Gabrielle Gomien), née en 1848
- Ferdinand Brunot, né en 1860
- Jeanne de Sazilly, née en 1862
- Pierre Verlhac, né en 1864 et Henri Monjauze, né en 1865
- Marie Bosle, née en 1866
- Denis Roche, né en 1868
- Georges Michel Coissac, né en 1868
- André Montaudon, né en 1868
- Louis de Nussac, né en 1869
- Louis-Alexandre Dupeyrat-Sébastien, né en 1869
- Jean-Baptiste Chèze, né en 1870
- Adolphe Van Bever, né en 1871
- Fernand Vialle, né en 1873
- Jean Nesmy (nom de plume de Henry Surchamp), né en 1876
- Gabriel Nigond, né en 1877
- Jean Rebier, né en 1879
- Marguerite du Muraud, née en 1879
- Georges Nigremont (nom de plume de Léa Védrine), née en 1885
- Albert Pestour, né en 1886
- Louisa Paulin, née en 1888
- Charles Silvestre, né en 1889
- Edmond Blanc, né en 1889
- Marguerite Priolo, née en 1890
- Léonce Bourliaguet, né en 1895
- Paule Lavergne (nom de plume de Paule Dumur), née en 1897
- Albert Goursaud, né en 1899
- René Bonnet, né en 1905
- Edmond Panet, né en 1906
- Albertine Cadet, née en 1915
- Claude Seignolle, né en 1917
- Louis Dhéron, né en 1920
- Geneviève Massignon, née en 1921
- Panazô (nom de plume d'André Dexet), né en 1921
- Michel Peyramaure, né en 1922
- Marcelle Delpastre, née en 1925
- Suzanne Dumas, née en 1925
- Heni Demay, né en 1929
- Maurice Robert, né en 1930
- Roland Berland, né en 1932
- Noël Gayraud, né en 1936
- Yves Lavalade, né en 1939
- Andrée Paule Fournier, née en 1939
- Jacques Chauvin, né en 1945
- Pierre-Yves Demars, né en 1945
- Jan dau Melhau, né en 1948
- Béatrice Gérard-Simonet, née en 1952
- Dominique Bertail, né en 1972
- Michaël Bettinelli, né en 1983

### La «bibliothèque idéale»
Cette « bibliothèque idéale » présente des œuvres qui sont vieilles de plus de 12 ans (en 2012), qui ont donc été publiées avant 2000, et qui sont donc comme des « classiques » du genre, et qui couvrent deux siècles de publication de recueils de contes :

#### Années 1790 à 1839
- François Richard, Poésies en patois limousin et en français, Limoges, Vve H. Ducourtieux, 1899 (ces pièces contiennent fables et contes et datent des années 1780)
- Jean-Baptiste Foucaud, Quelques fables choisies de La Fontaine, mises en vers patois limousin, avec le texte français à côté, Limoges, J.-B. Bargeas, 1809

#### Années 1840 à 1879
- Élie Berthet, La famille du paysan ; Le loup-garou, Paris, De Vigny, 1843
- Duléry (Abbé), Rochechouart, histoire, légendes, archéologie, Limoges, Impr. de Ducourtieux, 1855
- Louis Guibert, Légendes du Limousin, Paris, P.-M. Laroche, 1865
- Jean-François Bonnafoux, Légendes et croyances superstitieuses, conservées dans le département de la Creuse, Guéret, Vve Bétoulle, 1867
- André Léo (nom de plume de Victoire Léodile Champseix), Légendes corréziennes, Paris, Hachette, 1870
- Paul Ratier, Les Légendes marchoises, Roanne, Impr. de Marion et Vignal, 1870
- Alfred Assolant, François Buchamort, récits de la vieille France, Paris, Impr. de Cusset, 1873
- Louis Duval, Esquisses marchoises, superstitions et légendes, histoire et critique, Paris, Champion, 1879

#### Années 1880 à 1914
- Lingamiau, Patoiseries illustrées. La Gnorla de Lingamiau, Limoges, Ducourtieux, (s. d.), vers 1880
- Pierre-Paul Darchy, Les Contes de la Marche, Guéret, Impr. de R. Delage et D. Joucla, 1885
- Marcellin Caze, Fables, contes et gnorles en langue limousine et traduction française (la majorité de ces œuvres ont été publiées dans les années 1890), revue Lemouzi, no 140, Tulle, 1996
- Pierre Verlhac et Henri Monjauze, Nouvelles limousines, Paris, A. Lemerre, 1891
- Jean Grange, Les Confessions d'un mendiant, suivi de : Le Garde-fou. Les Contes du trouvère. Une Parisienne en Limousin. Le Trésor de Saint-Sébastien, Tours, A. Mame et fils, 1892
- Jeanne France (nom de plume de Gabrielle Gomien), Contes enfantins. Les 7 péchés capitaux, Pontarlier, Thomas frères, 1892
- Eusèbe Bombal, Le Conte limousin de Champalimau, Tulle, Impr. de Crauffon, 1893
- Louis de Nussac, Dires limousins : La Noël (étude, chants et contes). La cité des coujous (légende), Brive, Impr. Roche, 1893
- Fernand Vialle, Contes pour hommes, Brive, Impr. De Verlhac, 1894
- Marcellin-M. Gorse, Au bas pays de Limosin, études et tableaux, Paris, E. Leroux, 1896
- Louis-Alexandre Dupeyrat-Sébastien, Valentin Lavierlo, ou le Paysan médecin, conte en patois des environs de Guéret (dialecte du Midi), Guéret, Impr. de P. Amiault, 1896
- Gaston Vuillier, En Limousin : sorcellerie, croyances et coutumes populaires, récits publiés dans la revue « Le Tour du monde », 1899-1901
- André Montaudon, Légendes de la Creuse, Guéret, 1901
- Gabriel Nigond, Les contes de la Limousine, Paris, A. Michel, 1903
- Denis Roche, Contes limousins recueillis dans l'arrondissement de Rochechouart, texte patois et texte français, Paris, Nouvelle librairie nationale, 1909
- Adolphe Van Bever, Auvergne et Limousin, histoire, tableaux pittoresques, poésies, chansons populaires, contes et légendes, Paris, Compagnie des chemins de fer de Paris à Orléans, sans date, vers 1913
- Georges Michel Coissac, Mon Limousin, Paris, A. Lahure, 1913
- Ferdinand Brunot, Traditions. France. Limousin, enregistrement sonore (reproduction numérisée sur 3 disques compacts en 2000), 1913

#### Années 1914 à 1945
- Marguerite Priolo, « Legendas lemouzinas ». Légendes limousines, avec traduction française en regard du texte, Brive, Impr. de Roche, 1915
- Marguerite Priolo, « Countes del meirilher ». Contes du marguillier, avec traduction française en regard du texte, Brive, Impr. de Bessot et Guionie, 1916
- Geneviève Maury, L'Enfant à la charrue, huit contes limousins du temps de guerre, Paris, J. Meynial, 1918
- Edmond Blanc, Contes de la Saint-Sylvestre, Paris, Librairie Picart, 1921
- Louis Dhéron, Ultime veillée : souvenirs et contes creusois au temps des loups, Crozant, M. Dhéron, 1922
- Louis Queyrat, Contribution à l'étude du parler de la Creuse. Le Patois de la région de Chavanat. 1re Partie. Grammaire et Folklore, Guéret, J. Lecante, 1924
- Jean Nesmy (nom de plume de Henry Surchamp), Contes limousins, Paris, Éditions Spes, 1925
- Jeanne de Sazilly, Légendes limousines, Paris, Société Paris-Publicité, 1929
- Marguerite du Muraud, Dans les pas des Anciens, Limoges, Guillemot et de Lamothe, 1933
- Charles Silvestre, Le livre d’un terrien, suivi de : trois contes pour la veillée, Paris, Nouvelle Revue Critique, 1934
- Marie-Alice Barachy, Contes du pays creusois, Dôle, Presse jurassienne, 1939
- Georges Nigremont (nom de plume de Léa Védrine), Contes et légendes de l'Auvergne, de la Marche et du Limousin, Paris, Gedalge, 1940
- Mme Monéger, Deux contes limousins, Paris, H. Didier, 1940
- Louisa Paulin, L'escalièr de veire ; Aires vilatgeses ; Planhs e autres poëmas ; virats en occitan e presentats per Jòrdi Blanc(ces œuvres ont été publiées dans les années 1940), Andouque, Vent Terral, 1994
- Léonce Bourliaguet, Contes du Chabridou, Limoges, Lavauzelle, 1942
- Léonce Bourliaguet, Contes de Jeannot Lapin, Limoges, Charles-Lavauzelle, 1943
- Léonce Bourliaguet, Contes de la folle avoine, Limoges, Charles-Lavauzelle, 1945

#### Années 1946 à 1980
- Françoise Myrh, Légendes limousines ; 15 contes et légendes du Limousin, Limoges, Éditions S.E.O.S.C., 1946
- Jean Rebier, Lou Toupi sabourous, niorlas lemousinas, Limoges, Éditions du Galetou, 1947
- Collectif, Contes et récits de l'Ami Coop, supplément littéraire de l'Écolier limousin, 1re année, no 1, Limoges, Fédération des coopératives scolaires de la Haute-Vienne, 1950
- Paule Lavergne (nom de plume de Paule Dumur), Récits de l’ancien temps, Limoges, Dessagne, sans date, vers 1950
- Marie-Louise Bardon Saint-Léger, Marie St Léger. Broutilles, contes et fables, Mortemart, Rougerie, 1953
- Edmond Panet, Contes de la Marche, Bischwiller, L. Schneider, 1954
- Jean Portail (nom de plume de Jeanne Dessuet), Contes et légendes de la Marche et du Limousin, Paris, F. Nathan, 1954
- Marie-Louise Bardon Saint-Léger, Légendes limousines et contes. Raconte grand-mère. (1.) La Pierre aux oiseaux, Limoges, M. Dugénit, 1954
- Marie-Louise Bardon Saint-Léger, Légendes limousines et contes. Raconte grand-mère. (2.) La Dame blanche, Limoges, M. Dugénit, 1955
- Geneviève Maury, Contes démodés, Paris, Diffusion Le Guide, 1955
- Marie-Louise Bardon Saint-Léger, Légendes limousines et contes. Raconte grand-mère. (3.) La Gourgou. Le Loup-garou, Limoges, M. Dugénit, 1956
- Albert Pestour, Una nuech demest las nuechs… Tres contes ondrats d'eimatges per Alain Carrier e dos nadalets, Périgueux, 1958
- Paule Lavergne (nom de plume de Paule Dumur), Contes de l'Issoire, Mortemart, Rougerie, 1964
- Marie-Louise Bardon Saint-Léger, Légendes limousines et contes. Raconte grand-mère. (4.) Il était une fois Noël, Limoges, M. Dugénit, 1964
- Marie-Louise Bardon Saint-Léger, Légendes limousines et contes. Raconte grand-mère. (5.) Kaoline la fée, Limoges, M. Dugénit, 1966
- Paule Lavergne (nom de plume de Paule Dumur), Histoires et légendes de Gajoubert, Limoges, Dessagne, 1967
- Albert Goursaud, Pierres à légendes et pierres curieuses du Limousin : département de la Haute-Vienne, Limoges, Société d'ethnographie du Limousin, de la Marche et des régions voisines, 1969
- Paule Lavergne (nom de plume de Paule Dumur), Histoire de Mortemart, Mortemart, Rougerie, sans date, vers 1970
- Jean-Baptiste Chèze, Contes et niorles de Jean de la lune, en langue limousine, dans Jean-Baptiste Chèze, Œuvres Complètes, revue Lemouzi, no 36 bis, Tulle, 1970
- Marcelle Delpastre, Contes populaires du Limousin, revue Lemouzi, no 33, Tulle, 1970
- Paule Lavergne (nom de plume de Paule Dumur), Les Aventures de Jean le Sot, Limoges, Société d'ethnographie du Limousin et de la Marche, 1971
- Albertine Cadet et Gérald Thomas, Contes de Jean-le-Sot, revue Lemouzi, no 43bis, Tulle, 1972
- Andrée Paule Fournier, Louis du Limousin : petit paysan du XIXe siècle, Paris, Flammarion, 1972
- Henri Demay, Le Traquenard et autres contes, Paris, Éditions du Cercle international de la pensée et des arts français, CIPAF, 1973
- Marcelle Delpastre, Nouveaux contes et proverbes limousins, revue Lemouzi, no 50, Tulle, 1974
- Serge Marot, La Chabra e los chabrits (Traduction de : La Chèvre et les biquets), Paris, Flammarion, 1976
- Serge Marot, Los Tres tessons (Traduction de : Trois petits cochons), Paris, Flammarion, 1976
- M. Massy, La Rosa, Limoges, La Clau lemosina, 1977
- Jean Raymond Frugier, Contes du Limousin, Paris, La Pensée universelle, 1977
- Claude Seignolle, Contes, récits et légendes des pays de France : Tome 4, Paris, Île-de-France, Val de Loire, Berry, Sologne, Limousin (ces récits ont été publiés en 1977), Paris, Omnibus, 1997
- Suzanne Boucheron, Les Contes du Courtioux, Limoges, La Clau lemosina, 1978
- Marc Ballot, Au pays corrézien, Paris, Magnard, 1978
- Marcelle Delpastre, Lo Conte de Vira-Boton. Contes populaires du Limousin. (3e série), revue Lemouzi, no 66, Tulle, 1978
- Madeleine Chauvin, Tres contes de la marcha occitana, Meuzac, Oc Segur, 1978
- François Vincent, Boireton, Limoges, CLÉO, 1979
- Jehan Du Chard, Fancheta, suivi de Le Jardinier dau covent, Guéret, UFOLEA, 1979

#### Années 1981 à 1999
- Gui Rogier, Contes d'a Senta-Anna, Limoges, La Clau lemosina, 1981
- Marie Bosle et Jacques Chauvin, Las Istoèras de la Maria, Guéret, UFOLEA, 1981
- René Bonnet, Contes et récits de la ville et de la campagne, Bassac, Plein chant, 1982
- Gilbert Laconche, Légendes et diableries creusoises, Saint-Sulpice-les-Champs, Verso, 1982
- Geneviève Massignon, De bouche à oreilles : le conte populaire français, Paris, Berger-Levrault, 1983
- Panazô (André Dexet), Le Petit monde de Panazô, Limoges, L. Souny, 1983
- Yves Lavalade, çò ditz lo lop : le loup en Limousin, réel et imaginaire, Limoges, La Clau lemosina, 1985
- Antoinette Cougnoux, Contes des Monédières, revue Lemouzi, no 94, Tulle, 1985
- Roland Berland, Lo Pitit Loïs e son chen, Limoges, La Clau lemosina, 1986
- Pierre Lallet, Contes e racontes : Chasteu-Chervic (Lemosin), Limoges, La Clau lemosina, 1987
- Roland Berland, Lo Lop seguia la nóça. Le loup qui suivait la noce, Limoges, La Clau lemosina, 1988
- Suzanne Dumas, Contes pebrats de la Catarina daus Ponts, Limoges, La Clau lemosina, 1988
- Simon Louradour, Un goût de terroir, Treignac, Les Monédières, 1990
- Jacques Chauvin et Jean-Pierre Baldit, Contes populaires du Limousin : la Haute-Marche, revue Lemouzi, no 118, Tulle, 1991
- Pierre Chassain, Contes des forêts et des landes limousines, Neuvic Entier, Ed. de la Veytizou, 1991
- Gilbert Laconche, Légendes et diableries de Haute-Vienne, Guéret, Verso, 1994
- Gilbert Laconche, Légendes & diableries de Corrèze : contes des veillées d'autrefois, Ahun, Verso, 1994
- Marc Riou, Jean-Philippe Bramanti, Dominique Bertail, Pleine lune : trois contes du pays de Guéret, Guéret, Verso, 1994
- Collectif, Contes creusois d'hier et d'aujourd'hui, avec le concours des enfants de la Maternelle Assolant, Creuse, Ahun, Verso, 1995
- Béatrice Gérard-Simonet, Contes du pays creusois : les veillées de chanvre, Paris, Royer, 1996
- Jan dau Melhau, Contes du Limousin, Paris, Flammarion, 1997
- Nicole Pignier, Paroles de légendes, Limoges, Éd. Flanant, 1997
- François Guyot, Heurs et malheurs du diable en Limousin : Corrèze, Creuse, Haute-Vienne, Limoges, SELM, 1997
- Marcelle Delpastre, Le tombeau des ancêtres : coutumes et croyances autour des fêtes chrétiennes et des cultes locaux, Paris, Payot, 1997
- Jan dau Melhau, 19 contes du Limousin, Paris, Flammarion, 1998
- Gilles Rossignol, Nouveaux contes et nouvelles de la Creuse, avec quelques histoires galantes, Saint-Paul, L. Souny, 1998
- Gilles Rossignol, Nouveaux contes et nouvelles de la Creuse : avec quelques histoires galantes, Saint-Paul, L. Souny, 1998
- Michel Peyramaure, La cabane aux fées et autres histoires mystérieuses, Monaco, Éd. du Rocher, 1999

### Le conte limousin aujourd'hui
La liste suivante inclut des contes, publiés plus récemment, soit dans des recueils, soit dans des revues :
- Jan dau Melhau, Trois contes, Paris, Éd. Plein Chant, 2000
- Marcelle Delpastre, Le Bourgeois et le Paysan, Les contes du feu, Paris, Payot, 2000
- Simon Louradour, Contes et légendes du pays d'Eygurande, Eygurande, Association pour le développement et l'animation du pays d'Eygurande, 2000
- Maurice Robert, Le pays de Châlus : hier et aujourd'hui : histoire, patrimoine, traditions, Jourgnac, RM consultant, 2001
- Olivier Durif, Noël qui vient, Noël qui va ! (Enregistrement sonore sur CD), L'Autre distribution, 2002
- Victor Tourane, Contes, légendes, diableries… en pays limousin, creusois et occitan, Limoges, V. Tourane, 2002
- Simon Louradour, Terres de légendes, Neuvic-Entier, Éd. de la Veytizou, 2003
- Pascal Jourde, Contes extraordinaires d'une veillée limousine, Saint-Paul, L. Souny, 2005
- Marie-France Houdart, Des Andes au Limousin : pays de Martial et Leonarda : contes et récits, Lamazière-Basse, Maïade, 2005
- Fred Treglia, Les fées. Les contes du Limousin ; tome 1, Limoges, Mégalithes productions, 2006
- Fred Treglia, L'ogre de Montaigu ou Les petits poucets du Limousin. Les contes du Limousin ; tome 2, Limoges, Mégalithes productions, 2006
- Roger Maudhuy, Le Limousin des légendes, Saint-Paul, L. Souny, 2007
- 2 contes de Pierre Gandois, « La tombe sans nom du cimetière de Viam », et « Les soldats anglais emportés par les eaux sur le vieux pont de Viam », publiés dans la revue Lemouzi, no 182, Tulle, 2007
- Noël Gayraud, En Monédières : contes et légendes, Tulle, Éd. de la Rue Mémoire, 2008
- Fred Treglia, Monstres et chevaliers. Les contes du Limousin ; tome 3, Limoges, Mégalithes productions, 2008
- Christian Pénicaud, Limousin, les histoires extraordinaires de mon grand-père, Romorantin, CPE-Reflets de terroir, 2009
- Jean-Claude Vignaud, Marceline et les autres. Contes de la Gartempe, Paris, Publibook, 2009
- Colette Vialle-Mariotat, Contes de l’eschalier : istoiras de Telhet e d’alhors, Uzerche, Institut d’études occitanes du Limousin, 2010
- Michaël Bettinelli, Countès. Le grimoire pourpre 1, Limoges, Les Ardents, 2011
- Michaël Bettinelli, Les sorcières rouges. Le grimoire pourpre 2, Limoges, Les Ardents, 2011
- Michaël Bettinelli, Le roi silencieux. Le grimoire pourpre 3, Limoges, Les Ardents, 2012
- Pierre-Yves Demars, Le renard et la caverne : douze contes insolites pour un pays caché, Lamazière-Basse, Maïade, 2012

## Éléments constitutifs du conte

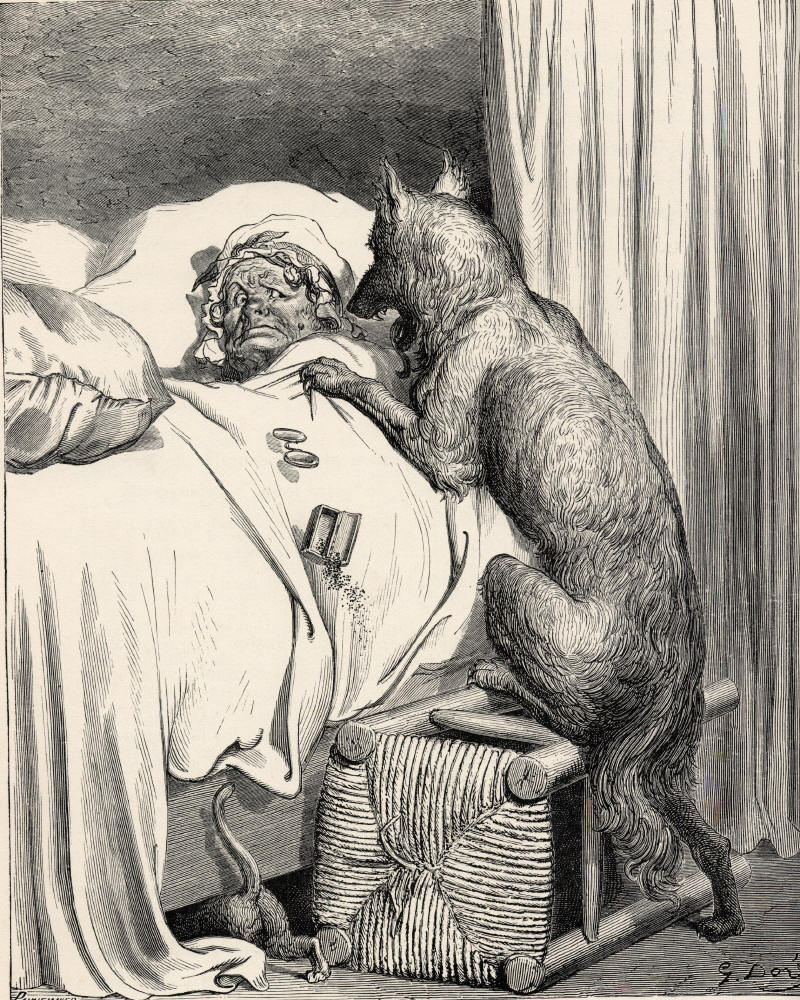
Illustration de Gustave Doré, pour les Contes, de Charles Perrault ; on évoque ici le loup, si présent dans le conte limousin, comme il était présent dans les forêts limousines, jusqu’au début du siècle dernier.

### Éléments thématiques: quelques motifs
- « la chasso voulanto », selon le nom de ce thème en langue limousine : la chasse volante, en français.

La chasse volante, également connue sous le nom de Chasse fantastique, évoque le grand bruit d’une tempête nocturne, et aussi des vols d'oiseaux migrateurs, et également, dans l’esprit de certains, des cavaliers en chasse et des meutes de chiens, emportés dans les airs.
Voici la chasse volante, dénommée ici « chasse galerine », telle qu’elle est évoquée dans l’un des récits des recueils de notre « Bibliothèque idéale » :
« À l'époque de l'Avent, il n'y a pas que les loups-garous qui se promènent. La chasse galerine se met en voyage. On dit que ce sont les âmes des enfants morts sans baptême et pourchassés par le démon. Ces pauvres enfants poussent des cris terribles, surtout la nuit, dans les bois, pour appeler à leur secours.
Un chevalier qui traversait une forêt, en plein minuit, au temps de l'Avent, entendit ces cris et il comprit ce que c'était. Il planta son épée en terre, mit son mouchoir dessus et dit : « Je veux être parrain ».
Les cris cessèrent aussitôt, et des voix demandèrent, de tous côtés :
- Est-ce vrai ? Est-ce vrai ? Est-ce bien vrai ?
- Oui, dit le chevalier. C’est la vérité. Je veux vous servir de parrain à tous.

Alors trois anges descendirent du ciel ; ils baptisèrent les enfants sur l’épée du chevalier ; et les bruits terrifiants cessèrent pour toujours dans cette contrée. »
- « lo meneu de lou », selon le nom de ce thème en langue limousine : le meneur de loups, en français.

Le Meneur de loups est un personnage légendaire, qui existe dans les contes du Limousin, comme dans les contes d’autres régions de France ; de telles personnes ont un pouvoir leur permettant de commander aux animaux.
Voici un meneur de loups dont le rôle, étrange et important, est mis en lumière dans l’un des textes de notre « Bibliothèque idéale » :
« On raconte très sérieusement qu'un propriétaire de la commune de Laroche, près Feyt, canton d'Eygurande, village de Trémouline, n'eut jamais de moutons dévorés par suite de la précaution qu'il prenait de faire « enclaver » le loup. Les troupeaux du voisinage furent au contraire constamment décimés.
Comme il est d'usage en ce pays, aussi bien que sur tout le plateau de Millevaches, de laisser au berger la tenue d'une ou de plusieurs bêtes à laine avec celles du maître, il arriva qu'une jeune bergère, nouvellement louée, adjoignit au troupeau une brebis qui lui appartenait. La brebis fut dévorée le jour même, le propriétaire ayant négligé de prévenir le meneur de loups. »
- « lo lougorou » ou encore « lo leberou », selon le nom de ce thème en langue limousine : le loup-garou, en français.

Le Loup-garou est un homme, et parfois une femme, qui ont la capacité de se transformer en un loup, ou en une créature proche du loup.
Voici comment est décrit un loup garou dans l’un des récits des recueils de notre « Bibliothèque idéale » :
Au temps jadis, les gens croyaient beaucoup au loup-garou. C'est une bête, le loup-garou, qui marchait debout sur deux pattes et qui avait de la fourrure sur le dos, comme une sauvagine, une queue, et du poil aussi long que celui du loup, aussi raide que celui du sanglier. En réalité, ce n'était peut-être pas vraiment une bête. Si on le voyait la nuit, c'était une bête, et l'on pouvait en avoir peur. Mais le jour, c'était un homme ordinaire, à n'y rien connaître. On lui parlait, et il faisait son travail comme tout un chacun. C'était peut-être votre voisin, ou votre père. Une seule chose aurait donné à penser : dans son état d'homme comme dans celui de bête, le loup-garou se léchait les lèvres. Leu-leu - tout à coup, il sortait le bout de sa langue et se léchait les lèvres.

### Éléments dramatiques: les personnages
- Les animaux que l’on rencontre dans ces récits appartiennent au même bestiaire que celui des contes d’autres régions françaises, ou même de certains autres pays européens. On peut mettre en valeur l’un de ces animaux, le loup, cette bête qui semble avoir été créée pour s’attaquer à toutes les espèces vivantes. Voici le loup, dépeint ici d’une manière amusante (on n’oubliera pas qu’il projette de manger un agneau pour son déjeuner), dans l’un des récits des recueils de notre « Bibliothèque idéale » :

« Un matin, en se réveillant, le loup péta trois fois : prot !… prot !… prot !…
- Diable !… dit-il, péter à jeun n’est pas bon signe. Je verrai bien ce qui m’arrivera… À présent, il me faut penser à déjeuner. Où vais-je me diriger ?…
Le loup se trouvait au sommet de la Jarrige, en bordure du taillis, et, de là-haut, il voyait le village de Chastagnol, et aussi les bêtes qui commençaient à sortir des étables…
- Tiens !… dit-il, je vais me rendre par là-bas… Il y a un peu de temps que je n’y suis pas allé.
Et le loup de prendre la course, et de se diriger vers Chastagnol. »

- Les personnes que l’on découvre dans les contes sont, d’une part, des personnages qui appartiennent au domaine du merveilleux, princes, fées, lutins, et, d’autre part, tous ces caractères que l’on rencontre dans les hameaux, les bourgs, les villes du Limousin, paysans, artisans, notables. On peut ainsi mettre en lumière l’un de ces personnages, la bergère, qui est parfois jeune, parfois âgée, qui peut prendre les habits de la sorcière ou bien ceux de la fée. Voici la bergère, présentée dans un rôle convenu, tel que cela est attendu pour un personnage de conte, attendant le prince charmant, avec, soudain, l’apparition d’un individu bien redoutable, dans l’un des récits des recueils de notre « Bibliothèque idéale » :

« Une bergère dont le nom n’a pas été retenu – vous comprendrez pourquoi – gardait son petit troupeau dans les landes sauvages du Puy de Pauliat, qui domaine Obazine, en chantant les pastourelles que les veillées nous ont conservées. Comme dans les contes de tous les pays, la plupart évoquent l’apparition du beau seigneur, du prince charmant qui vient parfois surprendre, et même épouser la petite bergère. (…) Et notre bergère, en gardant ses moutons, rêvait que vers elle viendrait aussi un jour le gentil seigneur.
Il fut soudain devant elle, à quelques pas. Beau certes, vêtu de riches habits, il eût été séduisant si, dans ses yeux froids, n’avait brillé une étrange lueur, comme une petite flamme dansante, diabolique. La bergère en fut glacée de terreur, car c’était bien le diable, qui avait si souvent hanté ses nuits. »

- Les paysans et les bergères, tout comme les loups et les autres animaux des contes, ont des liens avec un monde dont les manifestations vont au-delà des événements communs de la vie de tous les jours, et ce monde est celui du merveilleux. On est là dans le domaine des diables et des sorciers ; sorciers et sorcières sont des personnages importants dans le conte limousin. Voici comment est présentée une sorcière dans l’un des récits des recueils de notre « Bibliothèque idéale » :

« Au bourg de Monteladone, il y avait autrefois une vieille femme qui vivait avec sa petite-fille Silvine.
Autant la grand-mère était travailleuse et bien tenue, autant la petite-fille était sale et fainéante ; elle passait ses journées à courir le village et les champs en chemise et les cheveux au vent.
Elle faisait toutes sortes de mauvais tours aux gens du village et se bataillait sans cesse avec les garçons. Pour toutes ces raisons, on l’avait surnommée la « Gorra » ; elle était devenue « Silvina la Gorra. »

Il faut ajouter à tout ce que l’on vient de dire que la grand-mère passait dans le village pour être un peu « fachinièra », c’est-à-dire sorcière. », un texte qui a été réédité dans Lemouzi, en 1991.

### Éléments stylistiques: quelques formulettes de fin
Les conteurs et conteuses des temps passés, comme ceux et celles d’aujourd’hui, disposent de divers moyens pour divertir les petits et les grands, à travers les récits qu’ils écrivent ou bien à travers les textes qu’ils restituent oralement ; l’une de ces pratiques est celle de la « formulette de fin ».
La « formulette de fin » est une manière malicieuse de clore un récit ; voici trois formulettes de fin qui sont utilisés dans le conte limousin, et que l’on retrouve, çà et là, dans le corpus de textes du conte limousin, tel que nous l’avons présenté, plus haut, comme la « Bibliothèque idéale » :
- on dit dans la langue limousine : « E si tot aquo es vertat, quo es que mon conte es achabat », ce que l’on peut traduire, en français, par : « Et si tout ça est vérité, c’est que mon conte est achevé ».
- on dit dans la langue limousine : « Passa per un piti cro de ra, et véqué moun counté tchaba », ce que l‘on peut traduire, en français, par : « Je suis passé par un petit trou de rat, et voici mon conte achevé ».
- on dit dans la langue limousine : « Mas quo-qui, quo es n’autra historia e per aura, mon conte es dich », ce que l‘on peut traduire, en français, par : « Mais ceci est une autre histoire, et, pour l’heure, mon conte est dit ».

## Présence du conte limousin

Ce zèbre est le logo du festival des Francophonies en Limousin, une manifestation qui fait sa place au conte, du Limousin, de France, de tous les pays francophones.

### Les revues; les sites en ligne
Deux revues ont joué (une de ces deux revues, Lemouzi, existe encore, et elle joue un rôle important dans le domaine du conte limousin) un rôle significatif dans la mise en valeur des contes limousins.
- La première de ces revues, la Revue des traditions populaires, est née en 1886, à l'initiative de savants intéressés par l'ethnologie et le folklore, tel Paul Sébillot, des savants qui avaient créé en 1885 la Société des traditions populaires ; cette revue a publié de nombreux textes, dans le domaine du conte, jusqu'en 1919, et, parmi ces textes, on trouve des contes limousins. Pour donner un exemple de ce travail de collecte et d'édition de contes, on peut citer les cinq contes limousins suivants, publiés dans la Revue des traditions populaires, 12e année ; tome XII ; no 10 ; octobre 1897, pages 533-542[23] : Le serpent de la rose ; La Belle-Étoile ; Marianne et les quarante voleurs ; Le roi de France ; L'aveugle. Ces récits ont été collectés sous le titre « Contes populaires du Limousin » par Johannès Plantadis (ce paronyme est orthographié « Joannès Plantadis » dans la publication de 1897).
- L’autre revue est Lemouzi, qui est la Revue félibréenne et régionaliste du Limousin, dirigée par Robert Joudoux depuis 1961. Cette revue réalise un travail important pour le conte limousin, et plusieurs numéros spéciaux ont été publiés par Lemouzi dans les 40 dernières années, dans ce domaine du conte limousin, chacun de ces numéros étant un recueil de contes, préfacé par Robert Joudoux, la plupart étant illustré avec des photographies ou des dessins originaux. Voici ces numéros spéciaux qui sont au catalogue de la revue Lemouzi : Marcelle Delpastre, Contes populaires du Limousin, revue Lemouzi, no 33, Tulle, 1970 ; Albertine Cadet et Gérald Thomas, Contes de Jean-le-Sot, revue Lemouzi, no 43bis, Tulle, 1972 (recueil illustré par des dessins d'Edouard Renaud et de Raymond Texier) ; Marcelle Delpastre, Nouveaux contes et proverbes limousins, revue Lemouzi, no 50, Tulle, 1974 ; Marcelle Delpastre, Lo Conte de Vira-Boton. Contes populaires du Limousin. (3e série), revue Lemouzi, no 66, Tulle, 1978 (recueil illustré par des dessins de Ch. Cougnoux) ; Antoinette Cougnoux, Contes des Monédières, revue Lemouzi, no 94, Tulle, 1985 (recueil illustré par des dessins de Ch. Cougnoux) ; Jacques Chauvin et Jean-Pierre Baldit, Contes populaires du Limousin : la Haute-Marche, revue Lemouzi, no 118, Tulle, 1991 (recueil illustré par des photographies).
- Il faut ajouter à ces deux revues, le nom d'une autre revue, qui a publié, en langue limousine, pendant des années, des récits dont certains appartiennent au domaine du conte limousin. Il s'agit de la revue « Galetou », dont le premier numéro paraît en 1935, à l'initiative de Jean Rebier, qui assure une grande partie de la rédaction de cette revue ; « Galetou » paraît de 1935 à 1939, puis de 1946 à 1952 ; en 1936, « Galetou » est complété par un almanach, « L’Armana dau Galetou », qui est publié jusqu’en 1959 ; il est à noter que Jean Rebier a également participé à la revue Lemouzi, dès les premières années de publication de cette revue, qui a été créée par Joseph Roux, puis qui a cessé de paraître, et qui, enfin, en 1961, a été relancée sous l'impulsion de Robert Joudoux.

Les sites Internet qui traitent du conte limousin sont, à la fois assez peu nombreux, et également d'une richesse plutôt modeste en nombre de récits qui appartiennent au domaine du conte limousin.

### Les festivals de contes
Le conte limousin est mis en valeur avec beaucoup d'éclat, et avec un grand retentissement dans la vie culturelle de la région Limousin, à travers trois manifestations qui, par leur dimension, méritent d'être mises en lumière, parmi toutes les animations, rencontres, consacrées au conte limousin. Ces trois festivals sont connus comme : « Les Sortilèges de la pleine lune » ; « Coquelicontes » ; « Paroles de Conteurs ».
- Le festival « Les Sortilèges de la pleine lune » est né en 1995, à l'initiative de conteurs limousins, et de l'Office de Tourisme des Monts de Guéret ; ce festival se déroule, depuis quelques années, dans un lieu tout à fait exceptionnel, le parc animalier des Monts de Guéret, « Les loups de Chabrières », qui se trouve dans la Forêt de Chabrières ; ce festival met en avant, à travers des balades contées, le bestiaire du conte limousin, et, bien sûr, en priorité, le loup.
- Le festival « Coquelicontes » s'est développé, à partir de 1996, sous l'impulsion de l'association ALCOL, Association Limousine de Coopération pour le Livre, qui est maintenant associée au Centre régional du livre en Limousin ; ce festival s'est également développé à l'initiative des Bibliothèques de prêt de Corrèze, de Creuse, et de Haute-Vienne ; il a l'originalité d'être fait de spectacles présentés dans un grand nombre de lieux différents, et c'est donc un festival itinérant qui vient animer les agglomérations rurales, des plus importantes aux plus petites ; les manifestations sont des spectacles de contes, donnés dans des lieux de nature très diverse (bibliothèques, salles polyvalentes, mais aussi des musées ou des cafés), lieux auxquels doivent s'adapter conteuses et conteurs.
- Le festival « Paroles de Conteurs » existe depuis 1995, à l'initiative de la Maison du Tourisme de Vassivière, cette manifestation étant ensuite prise en charge par la Fédération des Œuvres Laïques de la Creuse ; ce festival se tient dans l'ile de Vassivière, qui se trouve au centre du Lac de Vassivière, ainsi que dans divers bourgs situés autour du lac ; ce festival se caractérise par son ambition de présenter la plus grande variété possible d'expressions artistiques liées aux activités des conteuses et des conteurs ; cette manifestation présente l'originalité de mettre l'accent sur la profession de conteur et sur la promotion des activités liées aux arts du récit.
- On doit ajouter ici qu’un très important festival, le Festival des Francophonies en Limousin, est une manifestation annuelle qui fait sa place au conte, du Limousin, de France, de tous les pays francophones. Ainsi, pour l’édition 2012 de cette manifestation, ont été invités à se produire des conteurs tel que François Godard, conteur français, né en 1974 à Poitiers, ou Ben Zimet, chanteur et conteur yiddish, né en 1936 à Anvers, deux artistes qui sont, l’un et l’autre, liés au Limousin[25].

### Les thèmes du conte dans le roman
Le conte limousin a des prolongements dans la littérature romanesque ; on trouve ainsi, dans trois ouvrages de fiction, d'époque différente, et tous les trois œuvres d’auteurs liés au Limousin, l’un des thèmes des contes et des légendes du limousin, la chasse volante, un nom que l’on donne à un épisode de tempête nocturne, avec un fracas assourdissant, un vent violent, et des images et des bruits de cavaliers et de chiens, qui semblent emportés comme par une malédiction dans une course sans fin.
- Le premier exemple date du milieu du XIXe siècle. Élie Berthet, écrivain né à Limoges en 1815, fait intervenir la chasse volante dans son roman, Le Loup-garou, une référence qui semble venir tout naturellement ici, dans ce dialogue entre une jeune fille, Suzette, et son interlocuteur, Michel, féru de sorcellerie :

« Suzette se leva précipitamment comme pour se rendre sur-le-champ à l'endroit désigné, bien qu'on fût à peine en ce moment au milieu du jour. Cette impatience parut de bon augure au rusé devin, qui soupçonnait encore quelques écus dans la pochette de sa dupe. Il retint la jeune fille par un geste amical :
- Tu as bien le temps, dit-il ; reste un peu avec moi, tu es une bonne fille. Ah ça, j'espère que tu ne vas pas avoir peur ce soir, si tu entends derrière toi quelque chose d'extraordinaire ; surtout garde toi bien de faire le signe de croix !
- Et que pourrai-je entendre, bon Dieu ! demanda Suzette avec inquiétude.
- Mais… des cris effrayants, des voix qui te diront des injures, peut-être des claquements de fouet et le bruit de la “chasse volante”. Je t'ai avertie, ne te retourne pas, ou je ne réponds de rien[26]. »

- Le deuxième exemple date du début des années 1980. Claude Michelet, écrivain né à Brive en 1938, utilise le thème de la chasse volante dans son roman, Les palombes ne passeront plus, avec l'évocation de cette course sans fin d’âmes damnées : « Il[27] lui avait raconté depuis longtemps l'anecdote qui l'avait tant impressionné lorsque, tout gamin, il avait entendu sa grand-mère et sa mère assurer que le malheur était sur Mathilde, alors bébé, car elle avait été conçue une nuit au cours de laquelle passait une chasse volante, un vol de grues, en l'occurrence ! Mais à l'époque, ni sa mère, ni sa grand-mère n'avaient voulu admettre cette explication ! C'étaient des damnés qui criaient, non les oiseaux ! Elles y croyaient, et ferme ! Quoi d'étonnant d'ailleurs, on avait beau être en 1936, Pierre-Edouard connaissait encore un certain nombre de vieux – et même de jeunes - qui se signaient toujours lorsque passait une chasse volante[28]. »
- Le troisième exemple date de la fin des années 2000, et voici comment Anne Clancier, auteure née à Limoges en 1913 (épouse de Georges-Emmanuel Clancier), donne une version moderne du thème de la chasse volante dans l’un des récits d'un recueil de nouvelles publié sous le titre « La traversée » : « Il m'est arrivé une étrange aventure.
Par une chaude journée de juillet, je rentrais chez moi, m'attardant à regarder les derniers rayons du soleil couchant sur les vitrines du boulevard Saint-Germain. Je jetais un regard sur le sol du trottoir et j'eus la surprise de découvrir un personnage blanc se détachant sur le gris du bitume. Je n'avais jamais remarqué qu'il y eût des dessins sur le trottoir, hormis quelques graffiti. Je restais immobile, me demandant quel était ce personnage, je découvris qu'il s'agissait d'un chasseur, car il portait un fusil qu'il pointait vers le ciel. Pourquoi un chasseur à cet endroit, juste devant l'entrée de la banque, pourquoi cette petite silhouette imprimée sur le trottoir ? Était-ce un repère pour un braquage ? La vengeance d'un actionnaire déçu par les conseils du banquier ? Perplexe, je continuai mon chemin en regardant le sol. À peine étais-je arrivé devant le café où j'ai coutume de prendre mon déjeuner que je vis sur le sol un cheval, de face, semblant fondre sur moi. Heureusement qu'il était de petite taille : environ vingt centimètres. Troublé, je poursuivis ma route. Devant le marchand de journaux, je découvris, juste devant l'entrée du magasin, un cheval blanc, de profil, au galop, ayant d'ailleurs fort belle allure. C'en était trop, comment avais-je pu ignorer des dessins, alors que je faisais tous les jours ce trajet[29]. »

## Prolongements

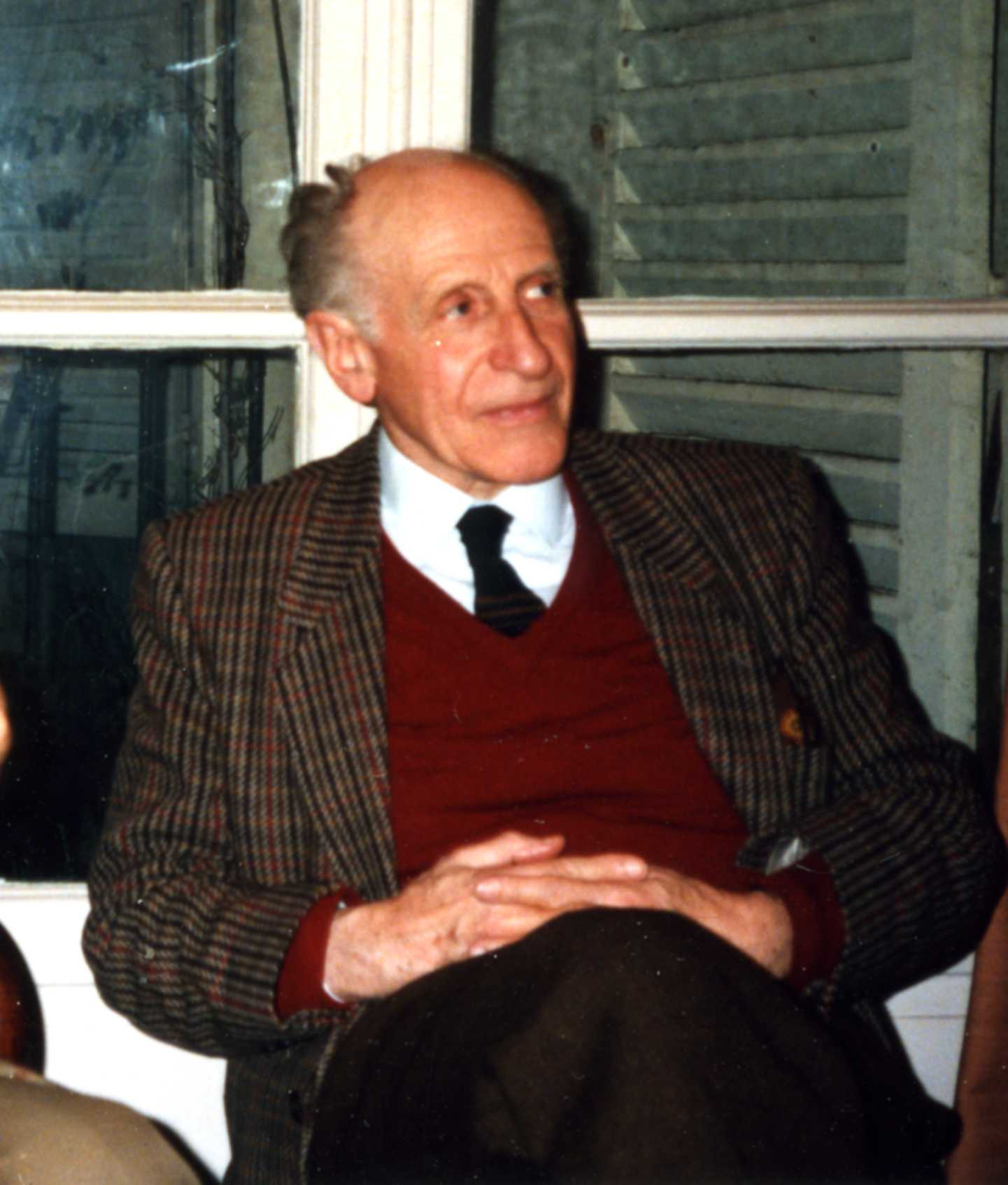
Georges-Emmanuel Clancier (en 1987 à une exposition du peintre Eudaldo), écrivain majeur du XXe siècle, a abordé le genre du conte.

### Bande dessinée, cinéma, audio-guide
Le recueil de conte, dans la tradition des recueils de contes des temps passés, a été, et il est encore aujourd'hui, une publication qui a été, et qui est encore, souvent enrichie par des illustrations. Il en est ainsi de l'ouvrage de Geneviève Maury, « L'Enfant à la charrue, huit contes limousins du temps de guerre », publié en 1918, et qui a été illustré de gravures sur bois par François-Louis Schmied, artiste suisse, né en 1873, peintre, graveur, éditeur, personnalité du mouvement Art déco. Un second exemple de recueil illustré par un artiste de grande notoriété avec l'ouvrage de Gabriel Nigond, « Les contes de la Limousine », publié en 1903, et qui a été illustré par Fernand Maillaud, né en Indre en 1862, peintre, illustrateur, qui se rattache au courant du postimpressionnisme.
- Cette pratique consistant à illustrer les recueils de contes a un prolongement dans un art qui est florissant à notre époque, l'art de la bande dessinée, et l'on voit des ouvrages de BD, inspirés par le conte limousin, qui sont publiés, comme les livres suivants : l'ouvrage de Pascal Jourde, « Contes extraordinaires d'une veillée limousine », édité en 2005 ; l'ouvrage de Fred Treglia, "Les fées. Les contes du Limousin. Tome 1", publié en 2006, ou bien encore l'ouvrage de Michaël Bettinelli, "Countès. Le grimoire pourpre 1", paru en 2011.
- Le cinéma, une autre forme d'art de très grande importance à notre époque, a été utilisé par scénaristes et metteurs en scène pour mettre en valeur le conte limousin ; on peut citer l'exemple de l'ouvrage de Béatrice Gérard-Simonet, « Contes du pays creusois : les veillées de chanvre », publié en 1996 ; ce recueil de contes a fait l'objet d'un film, distribué en 1998 par la maison de production installée à Vendœuvres, en Indre, Lancosme multimédia ; ce film, « Les veillées de chanvre : contes du pays creusois », a été mis en scène par Claude-Olivier Darré, et il illustre trois récits du recueil de contes de Béatrice Gérard-Simonet : « La Mort de l'Evangeline », « Les Novis de Champeix », « L'Aiguillade ».
- Une initiative intéressante, et originale, dans le domaine du conte limousin, est à signaler, et il s'agit du projet Randopod, qui a été mis en place en 2010, et qui consiste à proposer aux marcheurs venant faire des randonnées dans les régions de Bugeat et de Sornac, un lecteur sur lequel sont enregistrés des récits d'auteurs liés au Limousin. Le support de ce lecteur est connu comme le « Randopod » (marque déposée), qui est donc un bâton de randonnée équipé d'un système audio ; il y a trente textes qui peuvent être écoutés, récits, légendes et contes, tout au long de 27 sentiers balisés au cœur du parc naturel régional de Millevaches en Limousin ; la plupart des auteurs de ces récits sont liés au Limousin, comme Élie Berthet, Pierre-Paul Darchy, Pierre Gandois, Jean Giraudoux, Louis Guibert, André Léo, Edouard Michaud, Gaston Vuillier. Ce projet a été mis en place par l’Office de Tourisme du canton de Bugeat, en partenariat avec les Amis du Pays de Bugeat, une association locale, et la Communauté de Communes Bugeat-Sornac ; le conte limousin est donc là présent de manière très vivante, agrémentant la marche des promeneurs qui sillonnent les sentiers de Haute-Corrèze[30].

### Autres écrivains limousins; autres contes
- Georges Fourest, écrivain, poète, est né à Limoges en 1864 ; il a lié son nom au genre du conte, en publiant un recueil, qui est une suite de nouvelles burlesques, Contes pour les satyres, recueil publié à Paris, aux Éditions Messein, en 1923, réédité à Paris, aux Éditions José Corti, en 1990 ; ces textes ne sont pas des contes merveilleux, sans doute, mais on peut noter que l'un de ces récits emprunte son titre à un thème familier aux contes : « Le Loup-garou ».
- Jérôme Tharaud, est né en 1874, à Saint-Junien, en Haute-Vienne, comme son frère Jean Tharaud, né en 1877 ; ces deux auteurs ont produit une œuvre riche et diverse, cosignée de leurs deux noms, avec, par exemple, des ouvrages nourris par les souvenirs de leurs voyages ; les frères publient un recueil de contes, à Paris, en 1902, La légende de la vierge, aux Cahiers de la quinzaine ; ces textes sont des récits qui font penser aux « vies exemplaires » des personnages de la tradition religieuse chrétienne ; l’un de ces textes, « La folle sacristine », évoque des paysages qui pourraient être ceux du Limousin.
- Jean Giraudoux, écrivain, dramaturge, et également diplomate, est né en 1882 à Bellac en Haute-Vienne ; sa bibliographie comporte un recueil de textes, Les Contes d'un matin, publié dans les journaux « Le Matin » et « Paris-Journal », dans les années 1908-1912, et édité en recueil à Paris, aux Éditions Gallimard, en 1952 ; ces textes sont des nouvelles plutôt que des contes, mais on trouve, parmi ces récits, l'un d'eux, qui fait référence au merveilleux, d'une certaine façon : « Le cyclope ».
- Georges-Emmanuel Clancier, écrivain, poète, est né en 1914 à Limoges ; il a publié deux contes, qui ont fait chacun l'objet d'un ouvrage illustré, et qui s'inscrivent dans le périmètre du conte limousin : L'Enfant de neige, Paris, Casterman, 1978 ; L'Enfant qui prenait le vent, Paris, Casterman, 1984.

### Les contes; les rumeurs
L'idée selon laquelle les récits anciens du conte limousin sont maintenant dans leur quasi-totalité comme « figés » dans la transcription écrite qui a été faite de ces récits par celles et ceux qui ont ou bien collecté ou bien récrit ces histoires, cette idée n'est pas juste. On peut dire, en effet, que le « merveilleux », loin d'être « figé » dans nos sociétés contemporaines, continue à vivre, à se construire, même si cela se fait dans un cadre qui n'est plus celui des veillées dans le cantou.
Cette dynamique du « merveilleux » est bien réelle et elle peut prendre des chemins comme celui de l' « histoire de soucoupes volantes », ou bien comme celui de la « légende contemporaine », une « rumeur », en quelque sorte, qui est ici plus souvent « rumeur rurale » que « rumeur urbaine » ; ces histoires circulent dans les familles, dans le monde du travail, dans les lieux publics ; les thèmes de contes modernes sont véhiculés par les radios, les journaux, les télévisions, les réseaux sociaux de l'Internet ; on voit vivre ici une littérature orale, dense et complexe, qui se retrouve, à son tour, transcrite dans des récits.
Des chercheurs ont bien identifié cette situation : « Nous voyons en effet que ces « voyages », en écrit ou « en corps », se poursuivent dans les récits d'enlèvement par des O.V.N.I. L'ethnologue Bertrand Méheust (note sur l'ouvrage cité ici : Bertrand Méheust, En soucoupes volantes : vers une ethnologie des récits d'enlèvements, Paris, Ed. Imago, 1992) montre bien comment s'hybrident des croyances populaires anciennes et le « légendaire soucoupique » et constate que la « mythologie fantastique » contemporaine se constitue de débris recombinés et resémantisés des anciens légendaires. »

#### Présentent des contes limousins
- (fr) Chansons Limousines, et « gnorles », des « petites histoires »
- (fr) Contes et comptines du Limousin
- (fr) Contes et légendes sur le site des amis de Saint-Setiers